# Cory Booker
Cory Anthony Booker (Washington, 1969. április 27. –) amerikai politikus, New Jersey állam szenátora. A Demokrata Párt tagja. Testvére Cary Booker II, apja pedig Cary Booker. Szülei 1969-ben keményen harcoltak a rasszizmus ellen, ragaszkodva ahhoz, hogy olyan területen is vásárolhassanak a feketék házat, ahol nem szívesen látják őket.
2019. február 1-jén bejelentette, hogy indul az Egyesült Államok 2020-as elnökválasztásán. Ebbéli szándékát Jimmy Carter is üdvözölte. 2025 márciusában megdöntötte a leghosszabb beszéd rekordját az Egyesült Államok Szenátusában, 25 órán és 5 percen keresztül beszélt, a Donald Trump-kormány ellen tüntetőleg. Strom Thurmondot előzte meg majdnem egy órával, aki 1957-ben a civiljogi törvényt ellenezte obstrukciójával.